# Brachyglottis arborescens
Brachyglottis arborescens (tên tiếng Anh là Three Kings Rangiora) là một loài thực vật có hoa thuộc họ Asteraceae.
Loài này chỉ có ở New Zealand.